# Бародонталгија
Бародонталгија, аеродонталгија или баротраума зуба (енгл. tooth squeeze) је врста зубобоље коју узрокују промене атмосферског притиска, а која се јавља код иначе асимптоматичних зуба. Најчешће се јавља код ронилаца који одлазе на велике дубине и војних пилота. и код болесника који се лече у барокоморама, у фази компресије или нагле декомпресије. Бародонталгија може код пилота да узрокује вртоглавицу, онеспособљеност и превремени прекид лета. Углавном се јавља на горњим кутњацима, који су у блиској вези са шупљином горњовиличног синуса.

## Етиологија
Фактори ризика за баротрауму зуба су: каријес, лоше израђени, оштећени и дотрајали зубни испуни, повреде десни, недавно извађени зуби, цисте итд. 
Баротраума зуба настаје код особа са кариозним променама зуба, која је на површини зуба малог промера и шири се у виду кратера ка корену зуба. Због несразмерног односа између оштећења зуба и промера отвора кроз који ова шупљина комуницира успорена је елиминација гаса из ове шупњине у усну при наглој промени барометарског притиска. Како ове шупљине комуницирају са кореном зуба јасна је и манифестација бола због притиска који врши гас на зубни живац.
Појава цистичних промена како на зубу тако и у горњој и доњој вилици, испуњених гасом код аеробних и анеробних инфекција, такође може узроковати баротрауму због ширења гаса у њима са променом атмосферског притиска
У условима повећаног притиска, у микропукотинама на зубу и меким ткивима долази до задржавања ваздуха и током опадања притиска (нпр. за време изрона) долази до његовог ширења и притискања нерава и крвних судова. То узрокује бол који обично нестаје после одређеног времена, мада понекад зуби и околна ткива могу бити надражени неколико дана.

## Дијагноза и лечење
Дијагнозу је понекад тешко поставити, јер до доласка у стоматолошку ординацију зуб често престане да боли. Једна од метода која може да помогне је снимање зуба рендгеном. Терапија се огледа у отклањању узрока бародонталгије (старих и оштећених пломби, каријеса, заосталих коренова и др).

## Класификација
Светска стоматолошка федерација описује 4 класе бародонталгије, а подела је заснована на знаковима и симптомима који се јављају код пацијената. За сваку од класа постоје специфичне препоруке за лекарску интервенцију.